# Frans Neirynck
Frans Neirynck (* 15. Mai 1927 in Wingene; † 20. Oktober 2012 in Bertem) war ein belgischer Theologe und Hochschullehrer.

## Leben und Wirken
Nach seinem Studium am Sint-Jozefscollege in  Tielt besuchte Neirynck das Klein Seminarie Roeselare in der Stadt Roeselare.
Neirynck wurde am  30. Mai 1953 in Brügge zum Priester ordiniert. Hiernach, von 1953 bis 1957, studierte er an der Fakultät für Theologie an der KU Leuven, wo er im Jahr 1957 seinen Doktortitel erwarb; seine  Dissertation mit dem Titel Kindheitsgeschichte im Lukasevangelium verteidigte unter der Leitung von Albert Descamps. Durch seine Dissertationsschrift kam Neirynck in Kontakt mit der Koninklijke Academie. Von 1957 bis 1960 war er Professor am Großen Seminar in Brügge. Zum Jahresende am 20. Dezember 1960 wurde er zum Nachfolger seines Supervisors in Leuven ernannt. Am 31. Juli 1962 wurde Neirynck zum ordentlichen Professor an der theologischen Fakultät ernannt, eine Aufgabe, die er bis zum Jahre 1992 ausübte. Im Jahre 1962 wurde er ordentlicher Professor für Exegese des Neuen Testaments. Von 1968 bis 1972 war er Dekan der neu gegründeten niederländischen Theologischen Fakultät. Mit der Unterstützung seines Kollegen Maurits Sabbe initiierte er ein englischsprachiges  Lehrprogramm, das die internationale Wertschätzung seiner Fakultät erhöhte. Zusammen mit Maurits Sabbe gründete er 1968 die Flemish Bible Foundation. Neirynck wurde 1992 emeritiert, setzte aber seine wissenschaftlichen Tätigkeiten fort.
Als Wissenschaftler und Forscher war Neirynck in seiner Arbeit sehr stringent und widmete sich sein ganzes Forscherleben dem literarischen Studium der Evangelien.
Zum Synoptischen Problem äußerte Neirynck sich als ein Vertreter der Markuspriorität, der die Entstehung der minor agreements in einem nachmarkinischen Zusammenhang sah.

## Werke (Auswahl)
- Evangelica III (2001)
- The Gospel of Matthew and the sayings Source Q (1998)
- Q-Synopsis (1995)
- Evangelica II (1991)
- The minor agreements (1991)
- Duality in Mark (1988)
- New Testament vocabulary (1984)
- Evangelica (1982)
- Ephemerides theologicae Lovanienses 1924–1981 tables générales; Bibliotheca ephemeridum theologicarum Lovaniensium, 1947–1981 (1982)
- Description matérielle. 1 vol. (403 p.) Édition : Leuven : Peeters ; University press , 1982
- The Minor Agreements. In a Horizontal line Synopsis. Presses Universitaires, Leuven-Louvain 1991
- Recent Developments in the Study of Q. In: Joël Delobel (Hrsg.): Logia. Les Paroles de Jésus – The Sayings of Jesus (Mémorial Joseph Coppens) (BEThL 59) Peeters – Leuven U.P., Leuven 1982, S. 29–75.